# Марко Ковачић
Марко Ковачић (Бања Лука, 26. јануар 2001) босанскохерцеговачки је пливач чија ужа специјалност су трке слободним и леђним стилом. Вишеструки је национални првак и рекордер у великим и малим базенима, како у јуниорској тако и у сениорској конкуренцији.

## Спортска каријера
Ковачић је пливање почео да тренира као дечак у пливачком клубу 22. април из Бањалуке. На међународној пливачкој сцени је дебитовао 2018. на Европском јуниорском првенству у Хелсинкију. У децембру исте године је на Отвореном првенству БиХ у сарајеву освојио титуле националног првака у тркама на 50 слободно и 1.500 слободно.
Први значајнији међународни успех у каријери остварио је на Јуниорском првенству Балкана, одржаном почетком маја 2019. у Кавали, где је освојио бронзане медаље у тркама на 100 леђно и 200 слободно. Потом је на Летњем првенству Републике Српске одржаном почетком јуна у Бањалуци, убедљиво победио у тркама на 50 и 100 делфин, 100 леђно и 200 слободно. Велики успех је постигао на Европском јуниорском првенству у Казању, одржаном почетком јула 2019, где је успео да се пласира у полуфиналне трке на 100 и 200 метара слободним стилом.
Крајем јула је дебитовао и на светским сениорским првенствима у великим базенима у корејском Квангџуу 2019, а једину трку у којој је учествовао, ону на 200 слободно, завршио је на 45. месту у конкуренцији 65 пливача, са временом од 1:51,78 минута.
У октобру 2019. је на пливачком митингу у Зрењанину испливао квалификациону норму за наступ на Европском првенству у малим базенима у Глазгову, у дисциплини 200 слободно, али како Пливачки савез БиХ није успео да обезбеди визе за улазак у Уједињено Краљевство, репрезентација БиХ није наступила на том такмичењу.
У децембру 2020. је поставио два нова национална рекорда БиХ у тркама на 50 и 100 метара леђним стилом. Ковачић је исте године добио четворогодишњу спортску стипендију за студије на Универзитету Јуте у Солт Лејк Ситију у Сједињеним Државама.